# آرثر سميث (لاعب كريكت بريطاني)
آرثر سميث (13 مايو 1853 - 18 يناير 1936) (بالإنجليزية: Arthur Smith)‏ هو لاعب كريكت بريطاني.